# Đo cảm ứng điện từ hố khoan
Đo cảm ứng điện từ hố khoan (Induction log) là thành phần của Địa vật lý hố khoan, thực hiện theo cơ sở của Phương pháp điện từ, phát trường điện từ vào đất đá và thu nhận trường cảm ứng. Kết quả thu được là độ dẫn điện, tính ra mS/m, đặc trưng cho đới quanh thành hố khoan tùy theo tần số làm việc và khoảng cách phát-thu.
Nó hỗ trợ cho Đo điện trở suất hố khoan và phân giải các khối dẫn điện tốt hơn.

## Phương pháp thực hiện
Hệ thống đo gồm khối phát trường điện từ và các đầu thu đặt tại các khoảng cách khác nhau. Kết quả đo phản ánh độ dẫn của vành đất đá quanh thành hố khoan.
Ví dụ đầu đo QL40-IND Dual Induction Probe, dùng tần 100 KHz, đo ở hai khoảng cách 50 và 80 cm.